# Campaña de Moscú
La campaña de Moscú, el avance sobre Moscú o la ofensiva de Moscú de Denikin son términos por los que se conoce la estrategia militar de Antón Denikin para tomar la capital rusa en julio de 1919, durante la guerra civil rusa.
La campaña fue lanzada tras las victorias en el Sur que consiguieron establecer el Sur Blanco y reunir a fuerzas recelosas del ejército rojo como los Cosacos del Térek o los de Kubán. Tras una exitosa operación para tomar la ciudad industrial de Járkov, Denikin emitió la directiva n.º 08878 y comenzó una campaña con el fin de tomar Moscú, además de otras ciudades previas como Oriol, Briansk o Tula (importante centro industrial bélico).
Aunque la campaña tuvo un éxito inicial considerable, la defensa férrea de los Rojos en los nudos industriales como Tula hizo que el avance Blanco no fuese tan rápido como Denikin esperaba. Para octubre, cuando los Rojos veían una posible derrota en Moscú y organizaban ya una contraofensiva desde el Oriente, el estallido de revueltas en la retaguardia del limitado Ejército Blanco por parte de los Verdes y Negros (muy contrarios a ciertos grupos que integraban el movimiento Blanco como los zaristas ultraconservadores), acabó rompiendo los frentes Blancos donde, si bien en algunos aguantaron las embestidas rojas reforzados por letones, estonios y chinos (Regimiento chino) como en el frente Oriol-Kursk, en otro provocó la desbandada de fuerzas y con ellos la paulatina derrota en la campaña y, por continuidad, del propio Sur Blanco que no pudo resistir la contraofensiva a la vez que las regiones ucranianas y cosacas se rebelaban contra su control.

## Antecedentes
La situación de la guerra civil rusa en 1919 comenzó a favorecer al movimiento Blanco. Después de que a finales de 1918 cayesen varios proyectos independizadores de regiones que conformaban el Imperio ruso, parecía que el Presídium soviético tendría éxito en la centralización del antiguo poder imperial con el nuevo modelo; sin embargo, la oportunidad de independizarse vista por ciertas naciones absorbidas por el Imperio ruso así como el trato recibido por el Ejército Rojo en ciertas zonas recién reconquistadas, crearon el caldo de cultivo para insurrecciones y alineamientos contrarios a los soviéticos en regiones periféricas.
Así las cosas, en marzo de 1919 estalló al norte de Rostov, la insurrección de Vioshenski, en la que los Cosacos del Don se rebelaron contra las fuerzas del Frente Sur del Ejército Rojo. Si bien esta zona no dejó de tener el control soviético, sí fue el germen que acabó con la independencia de facto de otras regiones como la del Voisko del Don, que en la práctica fue totalmente autónoma (República del Don). En mayo, campesinos ucranianos llevaron a cabo el mayor levantamiento producido contra el control comunista en Ucrania en el llamado Levantamiento de Grigóriev por Nikífor Grigóriev, que reunió a los descontentos con el poder soviético (Ucrania era una de las zonas con mayor represión soviética y con una perenne prodrazviorstka, confiscación de alimentos).
Si bien muchos de estos movimientos no triunfaron por sí mismos, sí facilitaron la alineación de los mismos con el Ejército Blanco, que pudo establecer un dominio casi completo del Sur europeo del antiguo Imperio ruso y convertirse en un peligro real para el gobierno de Moscú.
Con el dominio sureño establecido (sólo una Odesa rodeada estaba en manos soviéticas), el directorio Blanco lanzará la Operación Járkov, que uniendo las fuerzas Blancas y cosacas derrotará en seis días al 13.er Ejército de los Rojos y se hará con la ciudad industrial de Járkov.
Poco después, el ejército del Cáucaso de Piotr Wrangel tomará Tsaritsin, una ciudad que llegaría a utilizarse como capital del Sur Blanco, aunque estuvo continuamente en combates.
Con la toma del que se llegó a calificar como el «Verdún Rojo» de Voroshilov, el Ejército Blanco se hizo con municiones, vehículos y trenes blindados, ametralladoras así como de una zona productiva clave. Pocos días después, Denikin publicaría la «directiva de Moscú».

## Desarrollo

Plan original de Denikin para marchar sobre Moscú.

El 20 de juniojul./ 3 de julio de 1919greg., Antón Ivánovich Denikin publica la directiva n.º 08878, más conocida históricamente como la «directiva de Moscú», básicamente una designación de objetivos estratégicos operacionales en los que se indicaba el rumbo a seguir por las fuerzas blancas en la zona, las cuales incluían varios avances a nudos estratégicos como Kiev, Yekaterinoslav o Astracán en el largo plazo, pero con el objetivo inmediato de realizar 3 avances simultáneos en las rutas Kursk-Briansk-Moscú y Kursk-Oriol-Tula-Moscú, Vorónezh-Riazán-Moscú, Sarátov-Nizni Nóvgorod-Moscú; todas ellas con destino a Moscú, pues Denikin consideraba que la toma de ésta más las ciudades industriales de paso como la recién tomada Járkov y la ciudad a conquistar en la marcha, Tula, supondrían la victoria sobre los Rojos ya fuera en el medio o largo plazo, al dejarles sin zonas productivas y sumar estas a su propia causa.

### Julio-agosto
Tras la publicación de la directiva, varias de las fuerzas comenzaron a avanzar según sus órdenes lo más rápido que pudieron, aunque la preparación distaba mucho de ser la correcta, además de toparse con fuerzas Rojas bien establecidas, siendo éste el caso del avance de Mai-Mayevski hacia Kursk, que tenía los restos del 13.er Ejército del Ejército Rojo a las afueras de Járkov, de donde hacia nada que les habían logrado expulsar. Wrangel y su ejército del Cáucaso también se contrarían con una resistencia feroz, al tener que tomar Sarátov y Penza, debiendo cruzar las zonas defendidas por el 9.º y el 10.º Ejércitos de las fuerzas rojas.
Para la segunda quincena de julio, las fuerzas rojas recibieron la orden de contraatacar, lo que detuvo el avance blanco en las columnas del Norte y Este, aunque el movimiento de efectivos permitió hacer avances en el Oeste, donde los blancos aprovecharon la redistribución roja para hacerse con Poltava. A su vez, las unidades residuales blancas junto a refuerzos cosacos pudieron derrotar a las fuerzas rojas en el norte de Táurida y al oeste de Yekaterinoslav.
Para finales de julio, los blancos en el Oeste alcanzaron Verjnodniprovsk, pudiendo comenzar a construir una línea defensiva de su territorio alrededor del Dniéper. El 28 de julio, Wrangel aseguró Kamishin, uno de los puntos resaltados de la columna oriental en la directiva, y continuó su avance hacia el Norte, hacia Sarátov. El ejército cosaco del Don fue incapaz de avanzar y llegó a perder Liski y Balashov abriendo un agujero en la línea del Río Don.
El historiador Aleksandr Nemirovski define las operaciones blancas en el mes de julio como «intensas y lentas» en contraposición de los rápidos avances de junio de 1919. Las razones para ello las encuentra en la prioridad del Presídium soviético de la amenaza del Sur Blanco en detrimento de la independencia de regiones occidentales, lo que permitió al Ejército Rojo el suministro abundante e incesante de refuerzos; a diferencia de los Blancos que, si bien inicialmente sumaron más soldados con la inclusión de las fuerzas cosacas, el ritmo de alistamiento del Ejército de Voluntarios fue muy bajo como para igualar los refuerzos rojos.
Para comienzos de agosto, Denikin, frustrado por el poco avance, indica la prioridad absoluta de tomar Sarátov y retomar Balashov, perdida por los cosacos del Don. Para ello, la columna norteña de Mai-Mayevski deberá dividirse para atacar Tambov, única vía que posibilita mejorar el avance en la zona. El plan resultará infructuoso.
Más efectiva fue la marcha en la zona occidental, donde las fuerzas blancas encontraron una capacidad de lucha muy baja de las fuerzas occidentales de las unidades en el Frente Sur del Ejército Rojo que permitían avanzar por el Dniéper. Para el 12 de agosto, Denikin corrigió su plan de marcha: Sin afectar al avance general de zona, los refuerzos esperados formaría el 3.er Cuerpo Separado (o 3.er Ejército) que junto a algunas unidades sueltas se convertirían en el Grupo de Fuerzas de Kiev, comandado por el general Bredov con el objetivo inmediato de la toma de Kiev.
Nemirovski destaca que la decisión de Denikin a estas alturas fue correcta: Orientar las hostilidades hacia el Oeste en vez de al Este estaba dando mejores resultados a los blancos, y la paulatina toma de Kiev uniría el frente antibolchevique con el frente polaco (las fuerzas polacas habían tomado Minsk el 8 de agosto). La decisión demostró ser un acierto cuando el 18 de agosto el frente soviético en Nueva Rusia se derrumbó y el 12.º Ejército fue completamente embolsado. Además, esto aisló los últimos bastiones rojos en el Sur: Odesa y Jersón. Odesa sería conquistada entre el 23 y el 24 de agosto.
Para la segunda quincena de agosto, se volvió a ordenar un contraataque bolchevique, pero éste, peor organizado, solo consiguió desmoronar el grupo de fuerzas central de Seliviachev, que esperaban reforzar Liski y consiguieron ser prácticamente derrotados por el Ejército de Voluntarios, que les hizo retroceder hasta la posición inicial. Los cosacos del Don consiguieron avanzar, empujando a los rojos hacia el Jopior.

### Septiembre-octubre
Una vez valorada la derrota total de la contraofensiva bolchevique de agosto, Denikin emitió otra directiva el 12 de septiembre para comenzar la ofensiva general en todos los frentes, habiendo llegado a la situación que esperaba desde un inicio: Un amplio frente imposible de reabastecer en todos los puntos por los Rojos.
Historiadores como Nemirovski aluden a que este es el punto inicial de la directiva de Moscú, siendo los movimientos previos simples operaciones preparatorias para la ofensiva. En esta ocasión, la directiva indicaba que las columnas occidentales y centrales debían avanzar a toda costa; mientras que la occidental junto a un destacamento de Tsaritsin jugarían un papel defensivo en la columna oriental, siendo mejor empleadas como distractivo para las divisiones rojas de la zona e impedir que estas reforzasen una posible defensa de Moscú.
Del 12 de septiembre al 19 de octubre de 1919, la ofensiva de Denikin fue un éxito. En las 2 primeras semanas, el avance del Ejército de Voluntarios apenas encontró resistencia. En estos días, cayeron a manos blancas Sumy, Oboyán, Stari Oskol, Kursk, Fatezh y Rylsk, además de muchas poblaciones menores en los caminos a ellas.
Según el historiador soviético Nemirovski, hay documentos bolcheviques que indican que estos estaban al borde del desastre y que planeaban un posible paso a la clandestinidad mientras se reorganizaba una contraofesiva que retomara Moscú. Algunas oficinas gubernamentales fueron evacuadas a Vólogda. Del 5 al 8 de octubre tuvo lugar el II Congreso de la Unión de Jóvenes Comunistas de Rusia, durante el mismo, se anunció la movilización del Komsomol al Frente Sur.

### Colapso Blanco
A mediados de octubre, la situación de las fuerzas blancas se deterioró enormemente. El Ejército Negro de Majnó atacó el frente Blanco en Uman, rompiendo la línea de suministro de la columna occidental y del Grupo de Fuerzas de Kiev; lo que obligó a estos a reorientarse para acabar con los majnovitas.
Casi al mismo tiempo, los bolcheviques acordaron un armisticio con los polacos, reconociéndoles ciertos territorios conquistados (Denikin había negociado con estos, pero se había negado a hacer reconocimientos territoriales hasta finalizada la guerra civil, esperando retomar el territorio una vez hubiera acabado con el problema bolchevique). Esta liberación de frentes (polaco y occidental), permitió a los rojos mover una gran cantidad de efectivos contra los blancos. Ejemplo de ello es el ataque bolchevique del 11 de octubre a Oriol, conquistado por los blancos en septiembre, en el que mandaron a 62 000 hombres a retomar la ciudad (defendida por 22 000 guardias blancos).
Inicialmente, estos movimientos masivos no dieron una victoria inmediata a los rojos, siendo en ocasiones victorias blancas, al suponer un gran número de efectivos pero con un material bélico muy limitado (llegando a lanzar ataques únicamente con fusiles y sables). Sin embargo, aun con esta defensas como la de Oriol, Denikin ya dio por perdida la campaña contra Moscú el 20 de octubre de 1919, asumiendo que tendrían que replegarse a posiciones defensivas en los territorios ganados y esperar al siguiente año para planear nuevas operaciones.
Sin embargo, la presión de los ataques de rojos comandados por Aleksandr Yegórov a finales de octubre y la comprometida revisión de la capacidad de mantener el frente blanco por Denikin, hicieron que este ordenase la retirada de las fuerzas de Kiev, Járkov y de casi todo el Dombás, permitiendo a los rojos recuperar una gran parte del territorio perdido así como los núcleos poblacionales.
El propio Yegórov, en sus memorias La derrota de Denikin, aun elogiando al Ejército Rojo y poniendo en duda muchas decisiones del Ejército de Voluntarios del movimiento blanco, expone como la situación del Frente Sur en otoño de 1919 fue «la más difícil» y que incluso con las liberaciones de los frentes polaco y occidental, tuvieron muy difícil el avance de las operaciones Chernihiv y Liski-Bobrov; a la vez que expone que, sin estas liberaciones, la llegada de Denikin a Moscú hubiera sido, casi con total seguridad, una realidad.

## Consecuencias
La derrota blanca en Oriol y la retirada general de la campaña de Moscú fue un duro golpe para las fuerzas blancas. Se pasó en pocos meses de un rápido avance a una postura de retirada con problemas internos por las revueltas majnovitas. Para la defensa de invierno del territorio, Denikin sustituyó a Mai-Mayevski por Wrangel y éste a su vez destituyó a dos de los comandantes cosacos más populares por su pobre desempeñó en la campaña que, pese a ser cierto (fueron derrotados en octubre por la caballería de Semión Budionni en Vorónezh además del pobre empuje de julio), provocó un descontento con los cosacos, erosionando la unión de éstos al movimiento blanco.
Lejos de poder organizar nuevas operaciones, la primavera de 1920 comenzó con ofensivas renovadas de los rojos sobre el territorio controlado por el Sur Blanco, pudiendo defender el ataque a orilla del Kubán con la presencia directa de Wrangel, que sin embargo no evitó que el descontento de los mandos intermedios creciera con éste y Denikin por los errores de la campaña de Moscú.
Para marzo de 1920, las fuerzas blancas fueron empujadas notoriamente hacia Crimea y Krasnodar, donde serían finalmente derrotadas poco después.